# Camarota curvipennis
Camarota curvipennis är en tvåvingeart som först beskrevs av Pierre André Latreille 1805.  Camarota curvipennis ingår i släktet Camarota och familjen fritflugor. Arten har ej påträffats i Sverige. Inga underarter finns listade i Catalogue of Life.